# Honda CRF150R

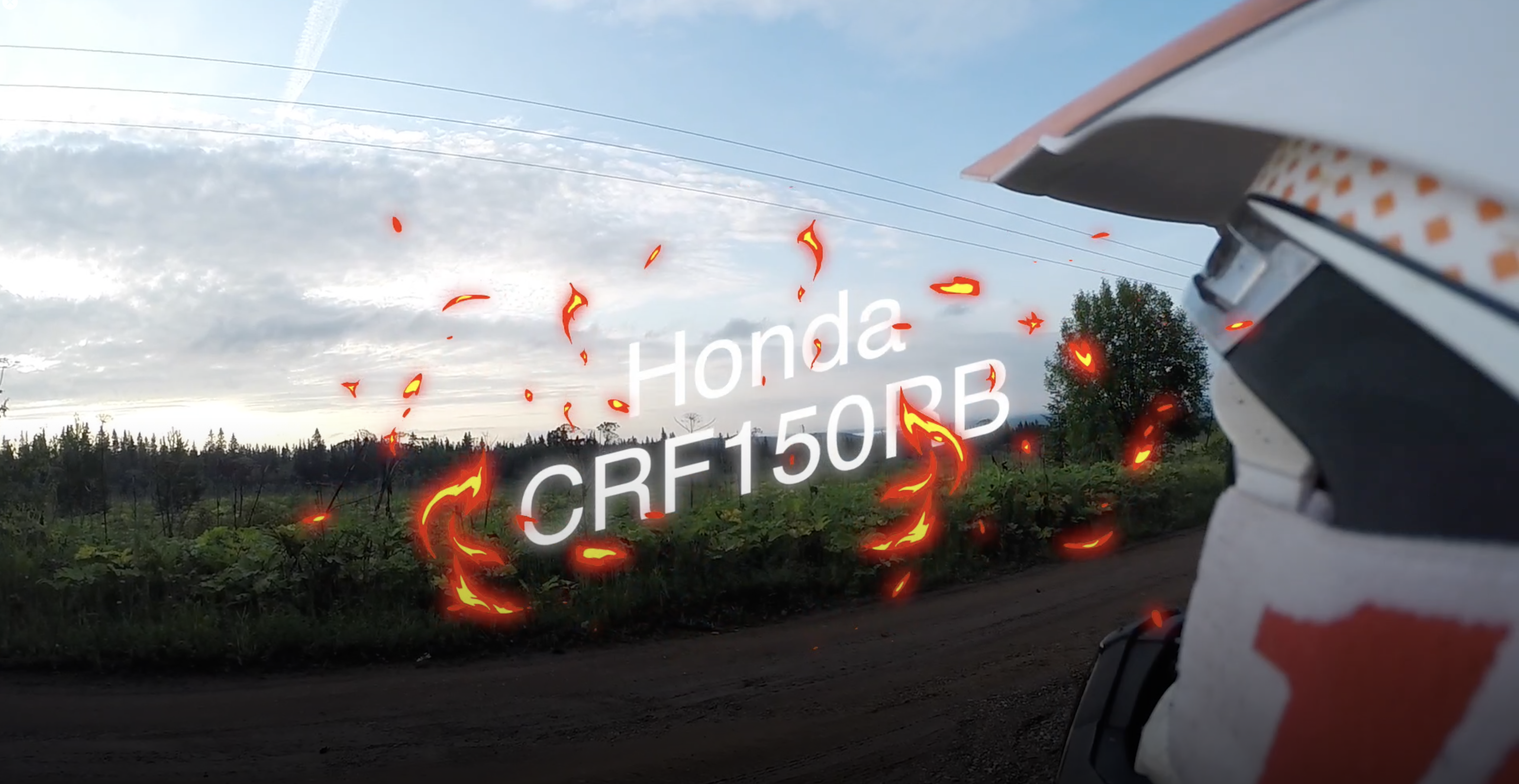
Небольшая поездка на CRF 150RB

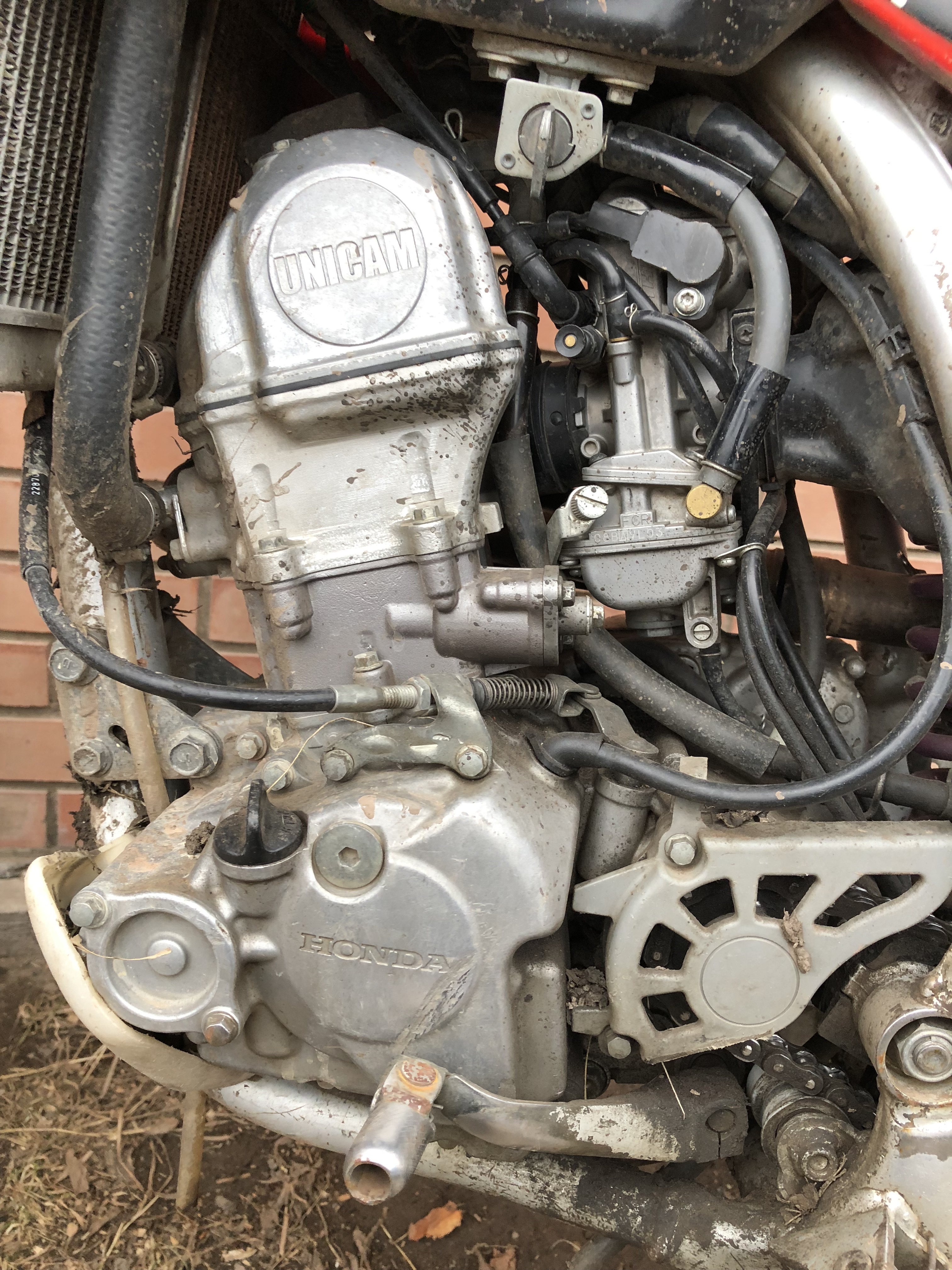
Двигатель данного мотоцикла

Honda CRF150R — кроссовый мотоцикл, впервые выпущенный в 2007 году. Он является заменой двухтактным моделям, в частности, Honda CR85R.
Имея идентичные технические характеристики с двухтактными моделями 85cc, Honda CRF150R может выступать на соревнованиях только в классе Supermini.

## Основа
За его основу был взят четырехтактный одноцилиндровый двигатель с жидкостным охлаждением, который выдает 23,8 л. с. мощности и 14,1 нМ крутящего момента.
Двигатель высокофорсированный, имеет четыре клапана и один распредвал (Unicam).

## Ходовая часть
Ходовая часть данного мотоцикла представлена стальной рамой.
Мотоцикл обладает регулируемыми подвесками Showa (Вилка перевернутого типа и задний моноамортизатор)
А также дисковыми тормозами спереди и сзади.

## Модификация CRF150RB
Если основная модель CRF150R предназначена для юных, невысоких спортсменов, то есть версия CRF150RB (Expert), как раз для более высоких кроссменов.
Она отличается тем, что имеет колёса большего диаметра, 19/16 вместо 14/12, поэтому клиренс увеличивается до 336 мм вместо 301 мм. А высота по седлу теперь достигает 866 мм против 832 мм.
Вместе с этим, ход задней подвески достигает 282 мм, вместо 272 мм.
Также незначительно возрастает сухая масса мотоцикла — с 75 кг до 77 кг.
Колёсная база мотоцикла увеличивается с 1260 мм до 1825 мм.

## Заметки
Небольшая поездка на мотоцикле CRF150RBВидео на YouTube
Исходя из того, что мотоцикл относится к кроссовым, на нём полностью отсутствует светотехника и зеркала. Запуск двигателя производится только с кик-стартера.
Так как мотоцикл является высокофорсированным спортивным инвентарем, CRF150R требователен к частому техническому обслуживанию.